# Uniting for Consensus

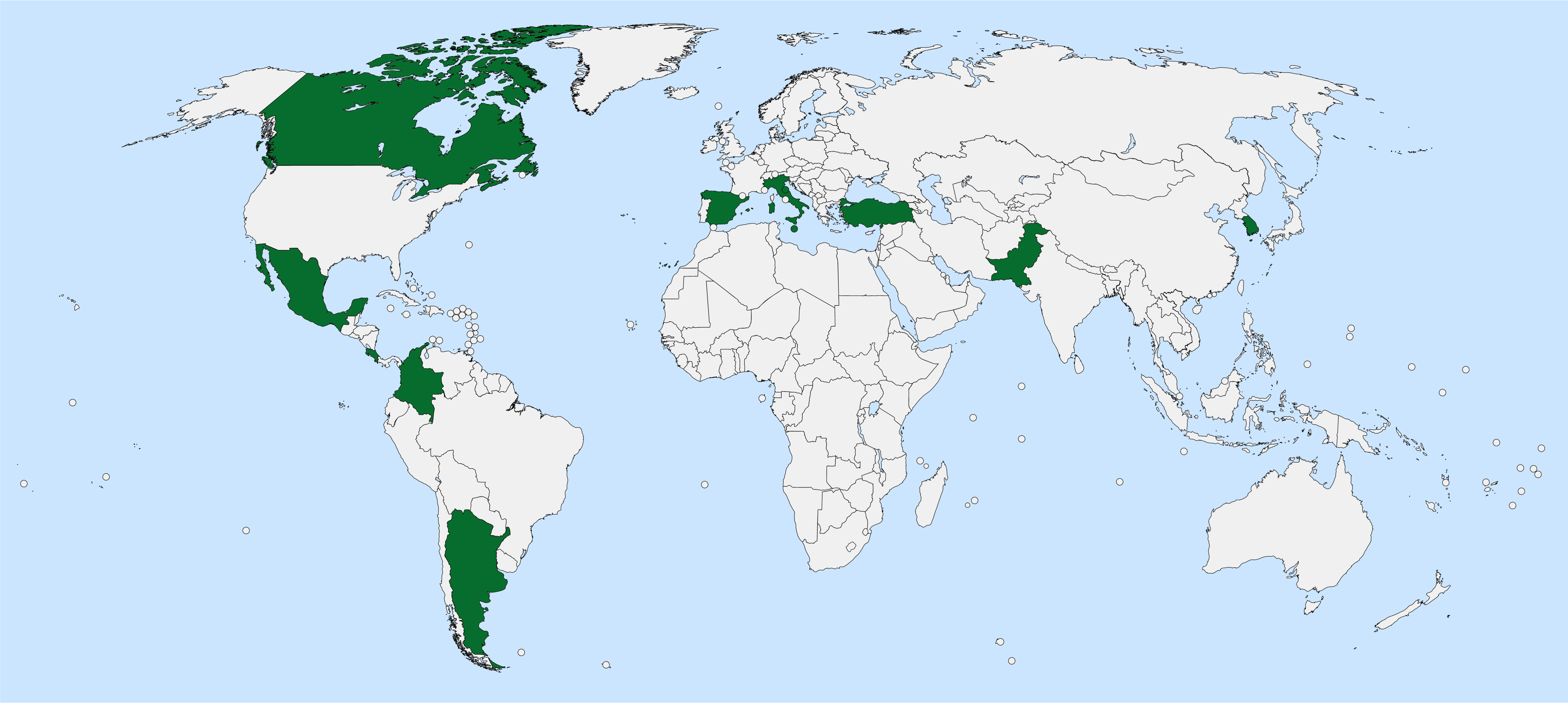
Miembros del grupo "Uniting for Consensus".

Uniting for Consensus es un movimiento (apodado en inglés: Coffee Club), que se desarrolló en la década de 1990 en oposición a la posible ampliación del Consejo de Seguridad de las Naciones Unidas. Recientemente revivido por Italia, es un grupo de consenso que ahora tiene cerca de 40 miembros. Su objetivo es el de contrarrestar las ofertas de los miembros del Grupo de los cuatro para su postura por puestos permanentes dentro del Consejo de seguridad de la ONU. Lo lidera Italia, y sus miembros son Argentina, Canadá, Costa Rica, Colombia, España, San Marino, Malta, Pakistán, Turquía y México.

## Historia
Los países que han hecho las demandas más fuertes por puestos permanentes siempre han sido naciones que por diferencias geo-políticas y/o su reciente ascensión al alto estrado económico les han dotado de medios militares considerables entre su región, y que anteriormente no podían clasificarse como posibles miembros de dicho consejo. Es así que países tales como Brasil, Alemania, India y Japón hacen su reclamo por el ingreso a dicho asiento, o solicitan les sea cedido un asiento dentro de dicho consejo de forma permanente.
La postura de naciones como Japón y Alemania, quienes son segundo y tercero en cuestiones de presupuesto y de financiación a la ONU se basa en su poder económico dentro de dicha institución, mientras que Brasil, el mayor país de América Latina, y la India, la mayor democracia del mundo y el segundo país más poblado, son dos de los mayores contribuyentes cuando hay la necesidad de ceder de sus tropas a la ONU para misiones de mantenimiento de paz.
En la Asamblea General de la ONU, desarrollada en septiembre de 2005 y que marcó el 60 aniversario de la ONU, los miembros decidieron sobre una serie de reformas necesarias, incluyendo la ampliación del CSNU. Sin embargo, la falta de voluntad para encontrar una posición negociable detuvo incluso las reformas más urgentes significando un fracaso para la Asamblea General de septiembre de 2005. El G4 retiene aún su objetivo de crear los asientos para más miembros permanentes dentro del CSNU para las cuatro naciones (además de la posible incorporación a éste de dos países africanos), sin embargo; Japón anunció en enero de 2006 que no iba a volver a presentar ayuda alguna a la resolución del G4 y estaba trabajando en una resolución propia.

## Posturas políticas
La lista incluye todos los estados con PIB más alto que el de las naciones del G4 y los actuales miembros permanentes del Consejo de Seguridad con menor PIB (Rusia): Italia, España, Canadá. Algunos de los miembros del grupo "Uniting for Consensus" son:
- Argentina, Colombia y México: se opusieron a una oferta de Brasil.
- Italia y España: se opusieron a una oferta de Alemania (abogando por un puesto para toda la Unión Europea).
- Corea del Sur: se opusieron a una oferta de Japón.
- Pakistán: se opuso a una oferta para la India.
- Canadá: se opuso en principio a la expansión que no se logró por consenso o casi-consenso.